# Horizon (serie)
Horizon es una serie de videojuegos de rol de acción y ciencia ficción desarrollada por Guerrilla Games y publicada por Sony Interactive Entertainment para PlayStation 4, PlayStation 5, Windows y Nintendo Switch. La serie sigue las aventuras de Aloy, una joven cazadora que vive en un mundo postapocalíptico invadido por robots.
La serie consta de dos juegos principales: Horizon Zero Dawn y Horizon Forbidden West, además de dos títulos derivados: Horizon Call of the Mountain, un juego de realidad virtual, y Lego Horizon Adventures, un título con temática de Lego. Al 9 de mayo de 2023, la franquicia había vendido más de 32 millones de unidades en todo el mundo.

## Trama
La historia se ambienta en unos Estados Unidos postapocalípticos, entre los estados de Colorado, Wyoming, Utah, California y Nevada, en el siglo XXXI. Los humanos viven en tribus dispersas y primitivas con distintos niveles de desarrollo tecnológico. Sus predecesores, tecnológicamente avanzados, son recordados como los "Antiguos". Grandes criaturas robóticas, conocidas como "máquinas", dominan la Tierra. En su mayoría, coexisten pacíficamente con los humanos, quienes ocasionalmente las cazan para obtener piezas. Un fenómeno conocido como el "Desorden" ha provocado que las máquinas se vuelvan más agresivas hacia los humanos, y han comenzado a aparecer máquinas más grandes y mortíferas. Cuatro tribus son prominentes: los Nora, los Banuk, los Carja y los Oseram. Los Nora son feroces cazadores-recolectores que viven en las montañas y veneran a la naturaleza como la "Madre de Todo". Los Carja son constructores de ciudades que habitan en el desierto y adoran al Sol. Los Banuk son clanes errantes de cazadores y chamanes que viven en montañas nevadas y adoran a las máquinas y sus "canciones". Los Oseram son artesanos y recolectores conocidos por su metalurgia, elaboración de cerveza y su talento como guerreros.

## Jugabilidad
Horizon es un juego de rol de acción Se juega desde una perspectiva en tercera persona. El jugador controla a Aloy, una cazadora en un mundo poblado por peligrosas máquinas de aspecto animal. En un mundo abierto, explora una versión postapocalíptica de los Estados Unidos.
Aloy puede esquivar, correr, deslizarse o rodar para evadir los avances de sus enemigos. Esconderse entre el follaje para emboscar a los enemigos cercanos puede asegurar derribos inmediatos. Nadando puede alcanzar enemigos sigilosamente o lugares inaccesibles a pie. Puede hackear una selección de máquinas con la Herramienta de Anulación, algunas de las cuales pueden convertirse en monturas improvisadas. Las ruinas explorables llamadas Calderos desbloquean máquinas adicionales para anular. Hay tres categorías en el árbol de habilidades: "Merodeador" se centra en el sigilo, "Valiente" mejora el combate y "Recolector" aumenta las capacidades de curación y recolección. Para subir de nivel, Aloy obtiene puntos de experiencia por asesinatos individuales y al completar misiones. Las mejoras en cada categoría dan como resultado un uso más hábil de las habilidades aprendidas: "Prowler" permite derribos silenciosos, "Brave" apuntar con un arco en cámara lenta y "Forager" permite usar una bolsa de medicinas agrandada.

## Videojuegos
| 2017 | Horizon Zero Dawn                      |
| 2017 | Horizon Zero Dawn: The Frozen Wilds    |
| 2018 |                                        |
| 2019 |                                        |
| 2020 |                                        |
| 2021 |                                        |
| 2022 | Horizon Forbidden West                 |
| 2023 | Call of the Mountain (PS VR2)          |
| 2023 | Horizon Forbidden West: Burning Shores |
| 2024 | Horizon Zero Dawn Remastered           |
| 2024 | Lego Horizon Adventures                |

### Horizon Zero Dawn
El primer juego de la serie, lanzado en 2017. Aloy (Ashly Burch) es expulsada de la tribu Nora al nacer y criada por un paria llamado Rost (JB Blanc). De niña (Ava Potter), Aloy obtiene un Enfoque, un dispositivo de realidad aumentada que le otorga habilidades perceptivas especiales. Aloy siente curiosidad por sus orígenes y Rost le dice que si gana la Prueba, una competición para ganarse el derecho a convertirse en miembro de la tribu Nora, las Matriarcas de la tribu podrían revelarle esta información. Aloy pasa varios años entrenándose en combate y supervivencia bajo la tutela de Rost. Ese mismo año se lanzó una expansión llamada The Frozen Wilds.

### Horizon Forbidden West
El segundo juego de la serie, lanzado en 2022 como continuación de la historia del primer juego. Seis meses después de la derrota de HADES, Aloy busca una copia de seguridad de GAIA para revertir la degradación de la biosfera del planeta. Aloy y su amigo Varl investigan unas instalaciones que pertenecieron a Far Zenith, una empresa especializada en la colonización espacial; encuentran una copia de seguridad de GAIA, pero ha sido saboteada. Sylens contacta con Aloy, tras haber robado el subsistema HADES de GAIA, y le pide reunirse con ella en la región del Oeste Prohibido. En 2023, se lanzó una expansión llamada Burning Shores.

### Horizon Call of the Mountain
La tercera entrega de la serie Horizon se lanzó el 22 de febrero de 2023 como título de lanzamiento para las gafas de realidad virtual PlayStation VR2. En Horizon Call of the Mountain, los jugadores se ponen en la piel del nuevo protagonista, Ryas, un exguerrero de Shadow Carja en busca de redención mientras investiga una nueva y terrible amenaza que acecha al Sundom. Presentado en primera persona, la mecánica principal del juego se centra en la escalada y el tiro con arco, lo que permite a los jugadores recorrer un paisaje postapocalíptico invadido por robots renegados.

### Lego Horizon Adventures
Lego Horizon Adventures, la cuarta entrega, es un spin-off de la franquicia codesarrollado por Guerrilla Games y Studio Gobo en colaboración con The Lego Group. Se lanzó el 14 de noviembre de 2024 para PlayStation 5, Windows y Nintendo Switch, lo que lo convierte en el primer juego de la serie en lanzarse para una consola Nintendo. El juego presenta una versión alternativa y cómica de la narrativa de "Horizon Zero Dawn" e incluye biomas basados en numerosas regiones del juego original, recreados con la estética de Lego. El juego admitirá modo multijugador cooperativo local o en línea y la posibilidad de personalizar la aldea Mother's Heart con edificios y adornos de Lego.

### Otras apariciones
La serie es referenciada en otros videojuegos, donde Aloy aparece como un personaje jugable en la versión de PlayStation 4 de Monster Hunter: World y hace un cameo en Astro's Playroom. Aloy se añadió a Fortnite Battle Royale el 15 de abril de 2021 para el evento "Primigenio" del Capítulo 2, Temporada 6. La "Copa Aloy" estuvo disponible por tiempo limitado para los jugadores de PlayStation, y se añadió el modo "¡Forma equipo!" con Lara Croft de Tomb Raider. Recibió un estilo adicional llamado Cazador de Hielo, disponible solo para jugadores con una PlayStation 5. Pero se puede usar en todas las consolas al desbloquearla. En septiembre de 2021, Aloy se ofreció como personaje gratuito para los jugadores de PS4 y PS5 de Genshin Impact, mientras que los jugadores de otras plataformas la recibieron gratis en octubre de 2021. En el juego, usa el arco del elemento Cryo.

## Otros medios y adaptaciones
La franquicia "Horizon" incluye varios tipos de medios y adaptaciones fuera de los videojuegos, incluyendo cómics, un juego de mesa y una película.

### Adaptación a serie de cómics
El universo de Horizon fue adaptado a un cómic en 2020, con el lanzamiento de Horizon Zero Dawn: The Sunhawk. El cómic conecta Horizon Zero Dawn y Forbidden West. Un segundo cómic ambientado en los eventos del primer juego, titulado Horizon Zero Dawn: Liberation, se publicó en 2021. El último volumen se publicó el 5 de enero de 2022.

### Adaptación de juego de mesa
En 2020 se lanzó un juego de mesa con licencia. Este juego de mesa cooperativo, creado por Steamforged Games, incluye elementos de la historia que tienen lugar justo después de Horizon Zero Dawn.

### Adaptación televisiva descartada
En mayo de 2022, se anunció que PlayStation Productions y Sony Pictures Television estaban desarrollando una adaptación televisiva de acción real para Netflix, con Steve Blackman. Se esperaba que Aloy fuera uno de los personajes principales. En enero de 2024, la serie ya estaba escrita. La serie fue cancelada en julio de 2024.

### Adaptación cinematográfica
En enero de 2025, Sony anunció que PlayStation Productions y Columbia Pictures estaban trabajando en una adaptación cinematográfica de Horizon Zero Dawn.

## Recepción
| Videojuego                   | GameRankings | Metacritic |
| ---------------------------- | ------------ | ---------- |
| Horizon Zero Dawn            | {{{gr1}}}    | 89/100     |
| Horizon Forbidden West       | {{{gr2}}}    | 88/100     |
| Horizon Call of the Mountain | {{{gr3}}}    | 79/100     |
| Lego Horizon Adventures      | {{{gr4}}}    | 70/100     |

La respuesta crítica a la serie Horizon ha sido generalmente positiva. Guerrilla Games ha sido elogiado por la creación de Horizon después de pasar gran parte de su tiempo de desarrollo en la serie Killzone para consolas PlayStation.

### Ventas
Hasta el 9 de mayo de 2023, la serie Horizon ha vendido más de 32 millones de copias en todo el mundo, con más de 8,4 millones de unidades vendidas de Forbidden West.